# Сокол (Ковельский район)
Сокол (укр. Сокіл) — село в Ровненской сельской общине Ковельского района Волынской области Украины.
До 2020 года входило в Любомльский район.
Код КОАТУУ — 0723383902. Население по переписи 2001 года составляет 146 человек. Почтовый индекс — 44315. Телефонный код — 3377. Занимает площадь 1,26 км².